# Blue Impulse
«Голубой Импульс» (яп. ブルーインパルス, англ. Blue Impulse) — авиационная пилотажная группа ВВС Японии. Основанная в 1960 году, группа получила шесть самолётов F-86 Sabre, а в 1980 году стала летать на японских учебных самолётах Mitsubishi Т-2. Следующая смена авиапарка произошла в 1995 году, когда группа получила самолёты Kawasaki Т-4. Группа базируется на авиабазе Мацусима, которая была сильно повреждена в результате цунами 11 марта 2011 года.

## Галерея

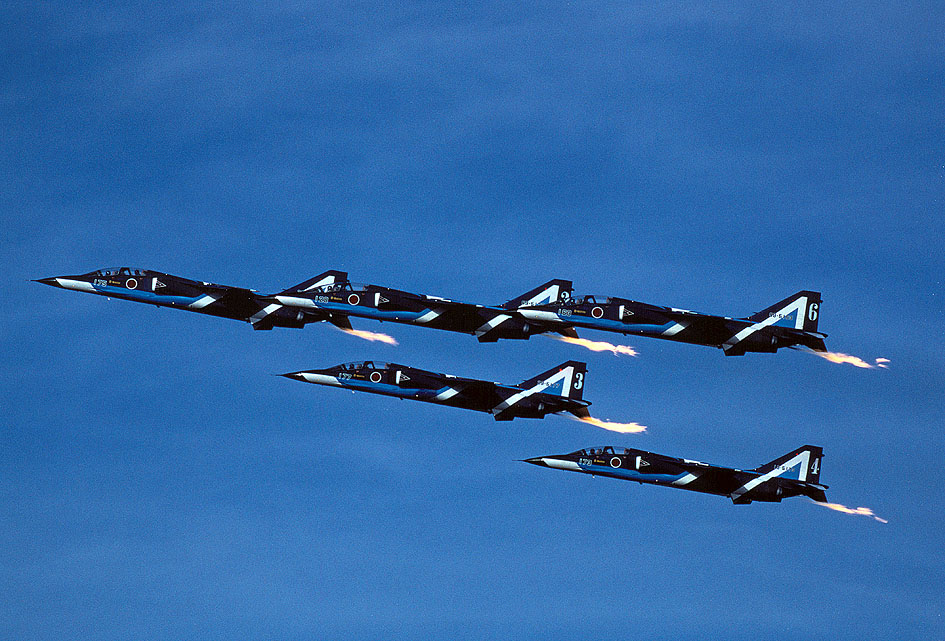
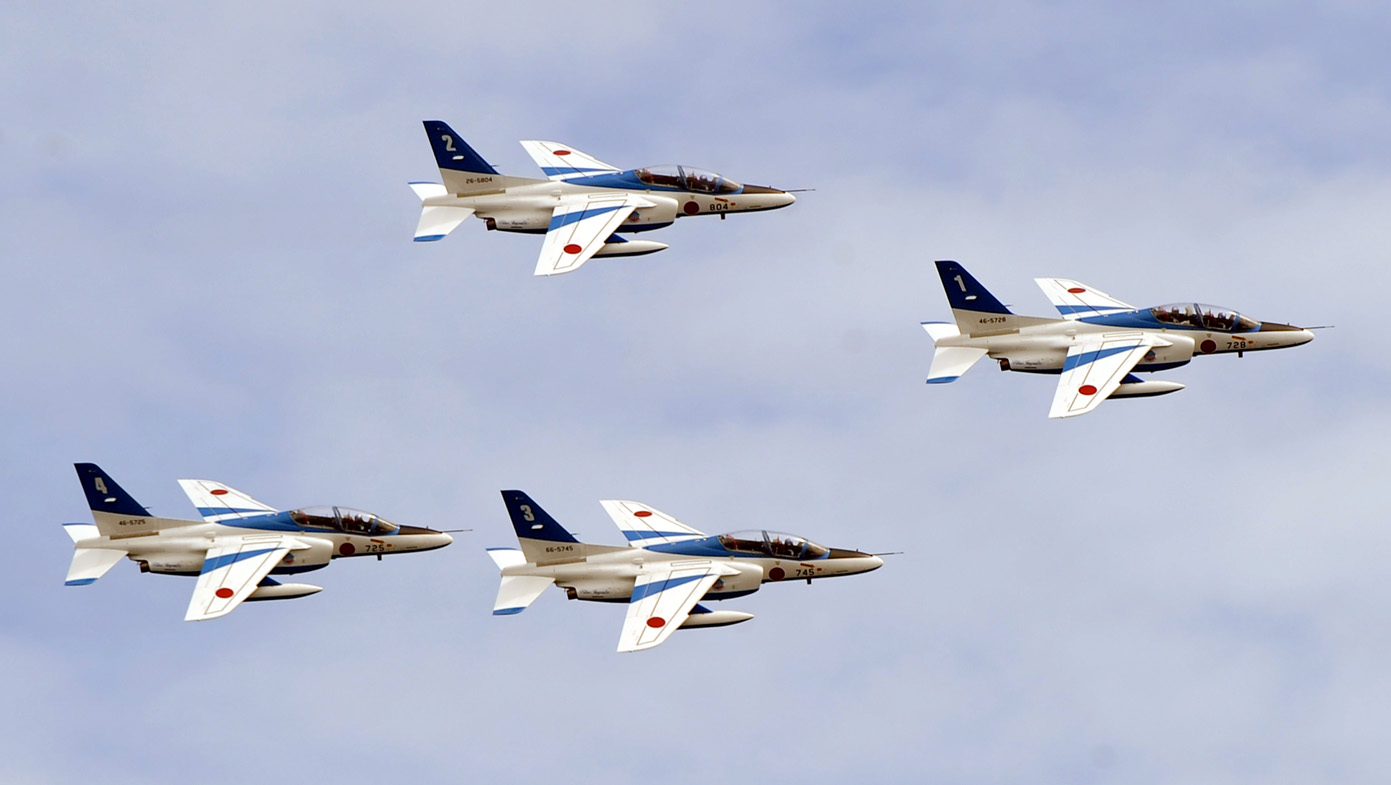
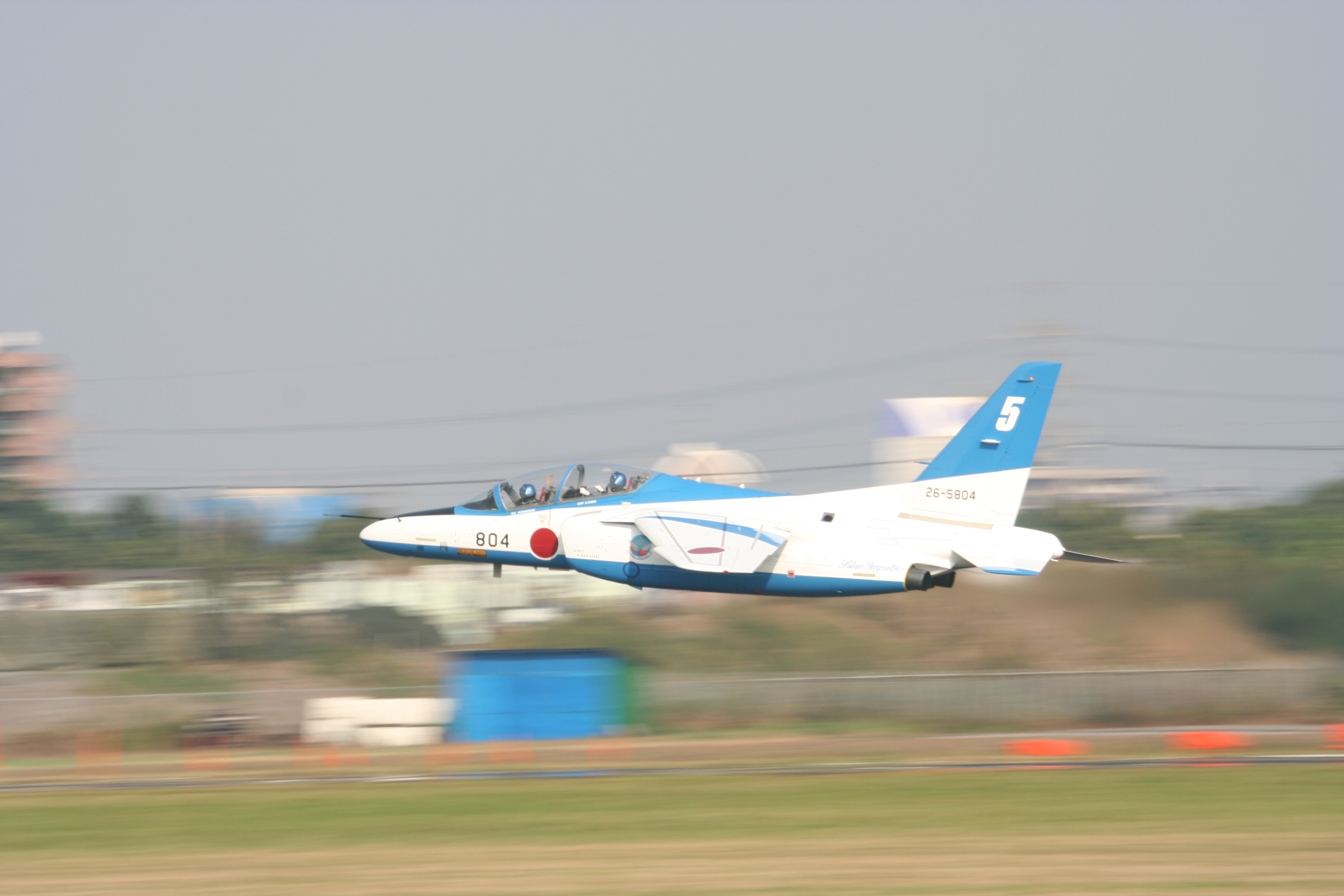
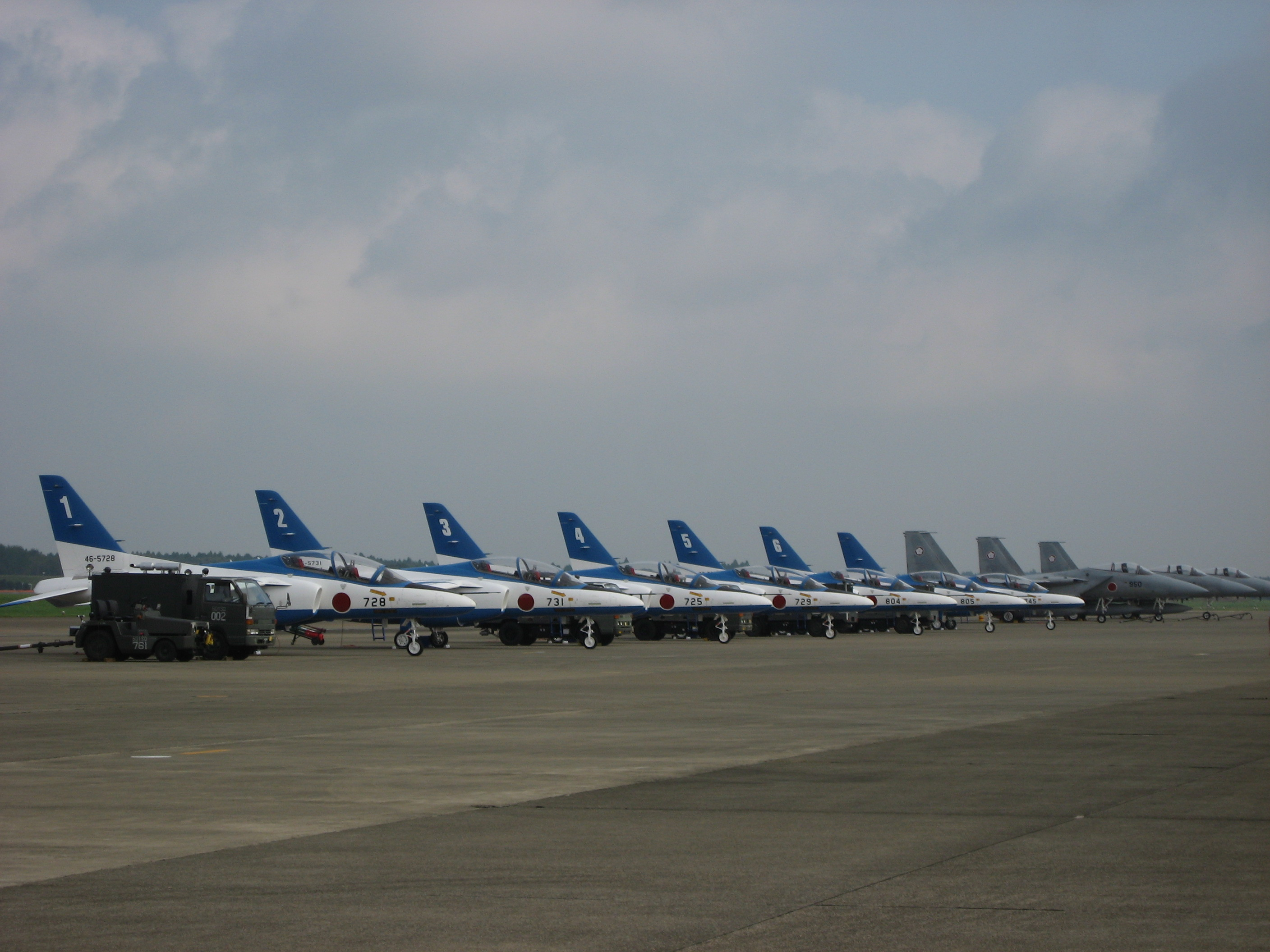
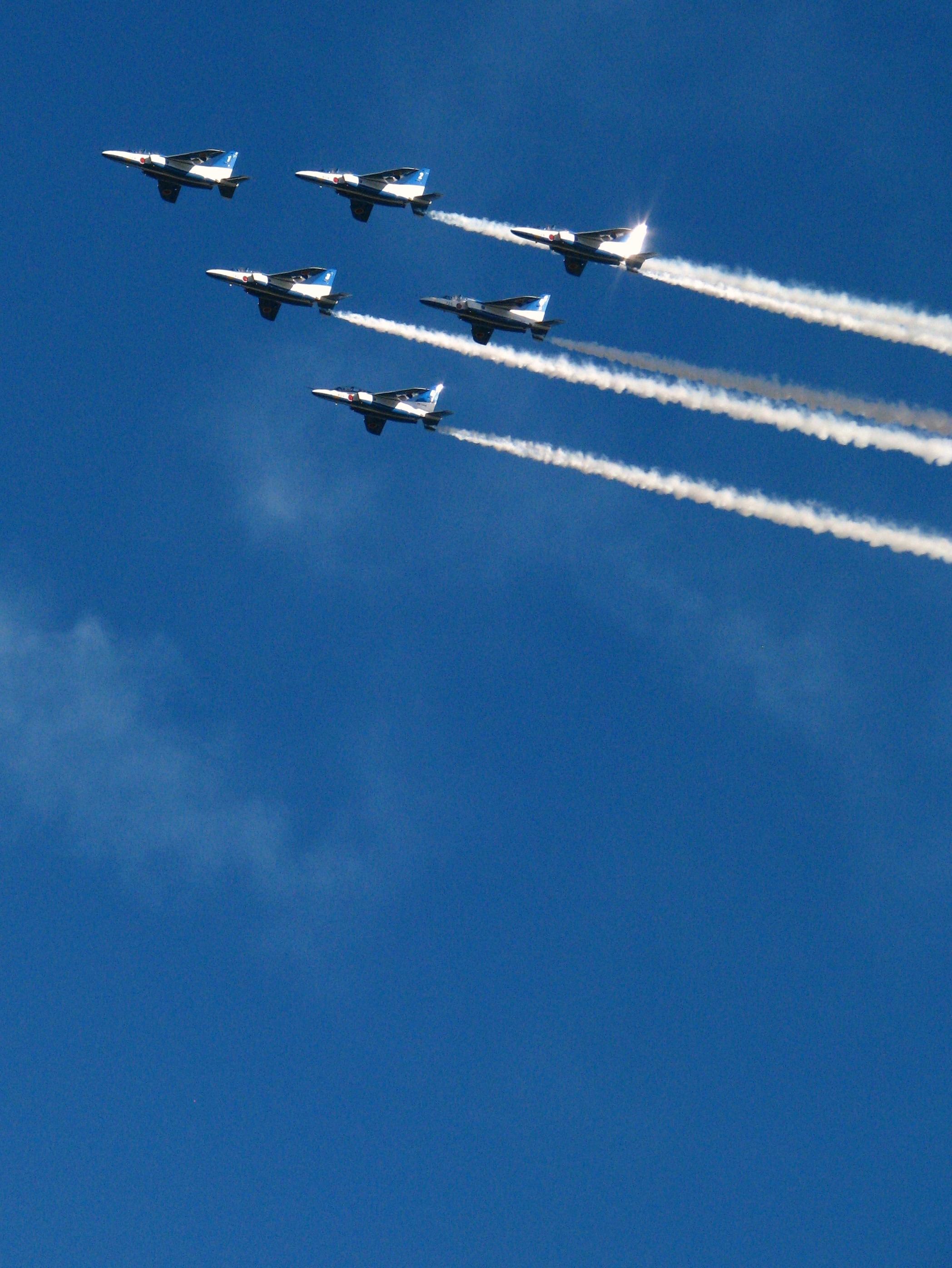
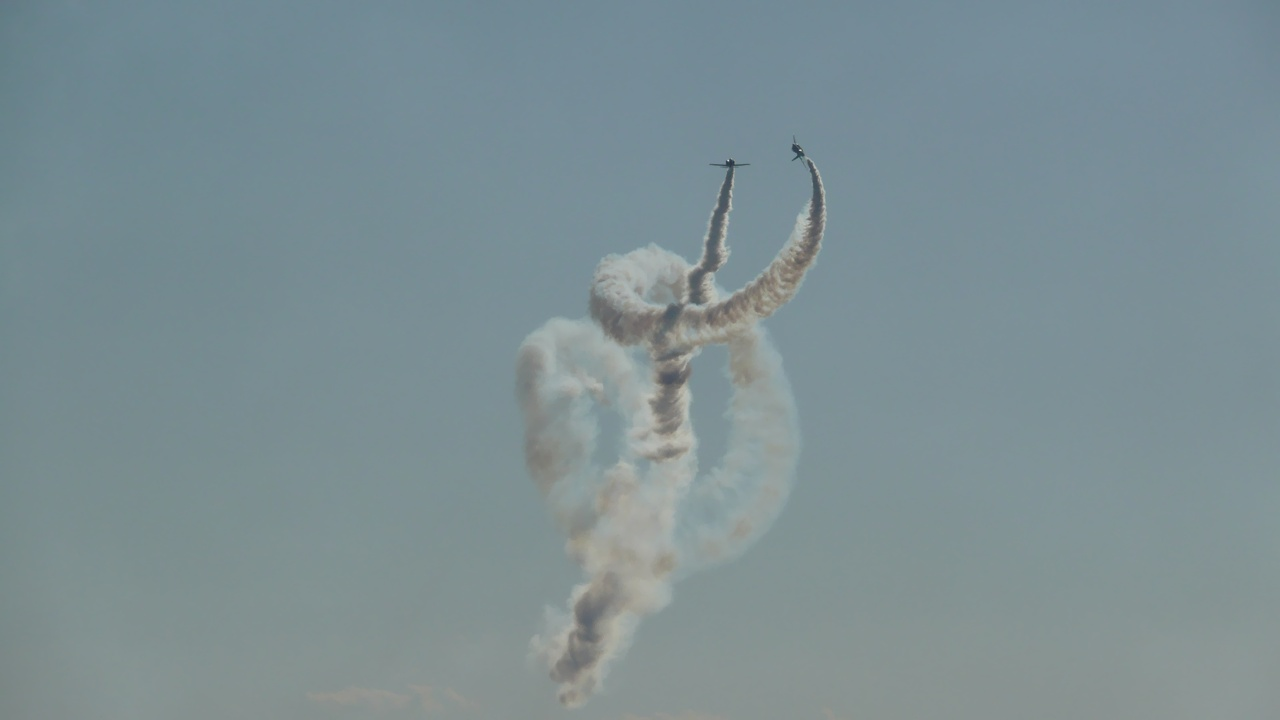
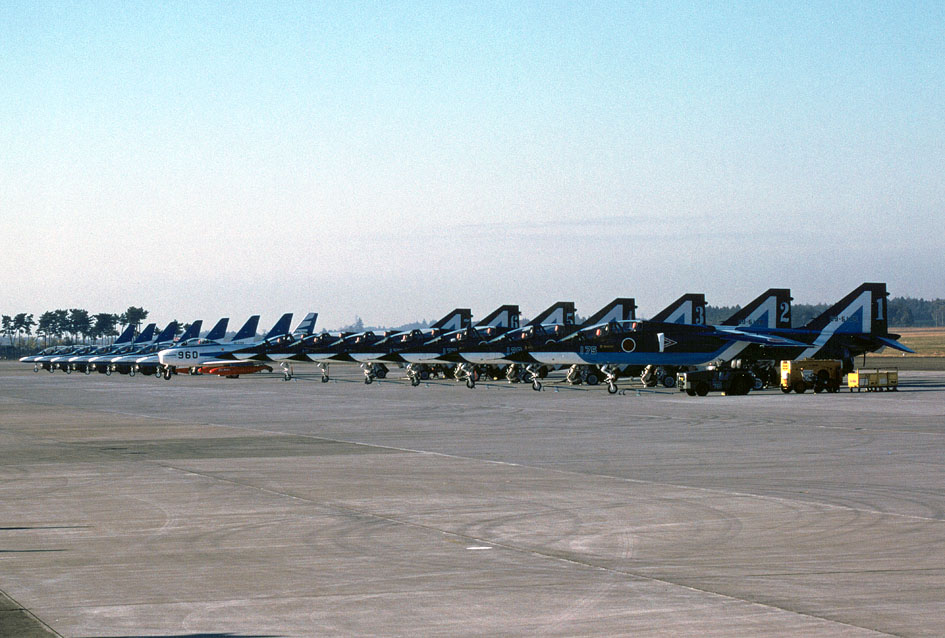
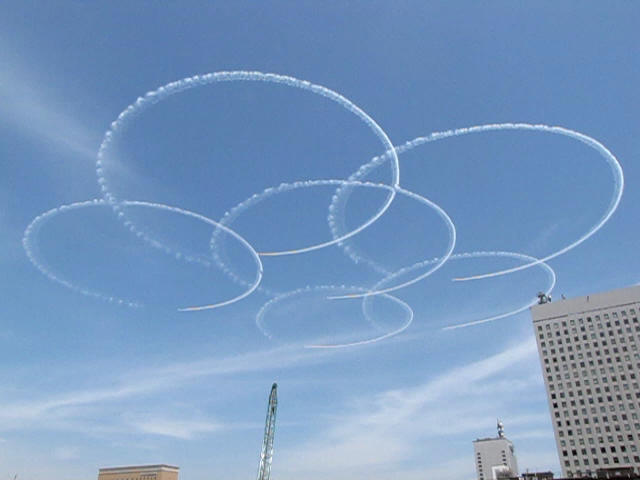
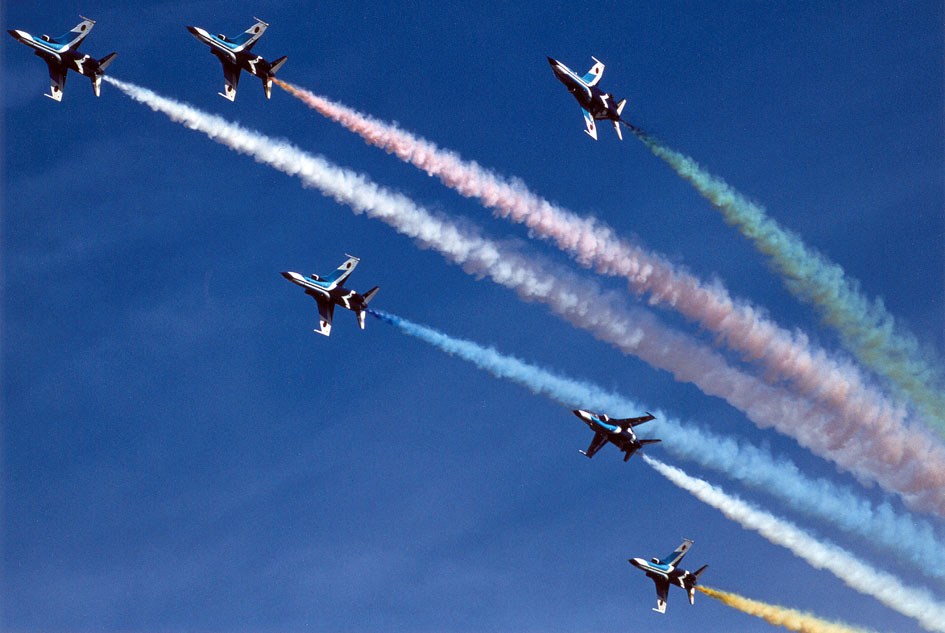
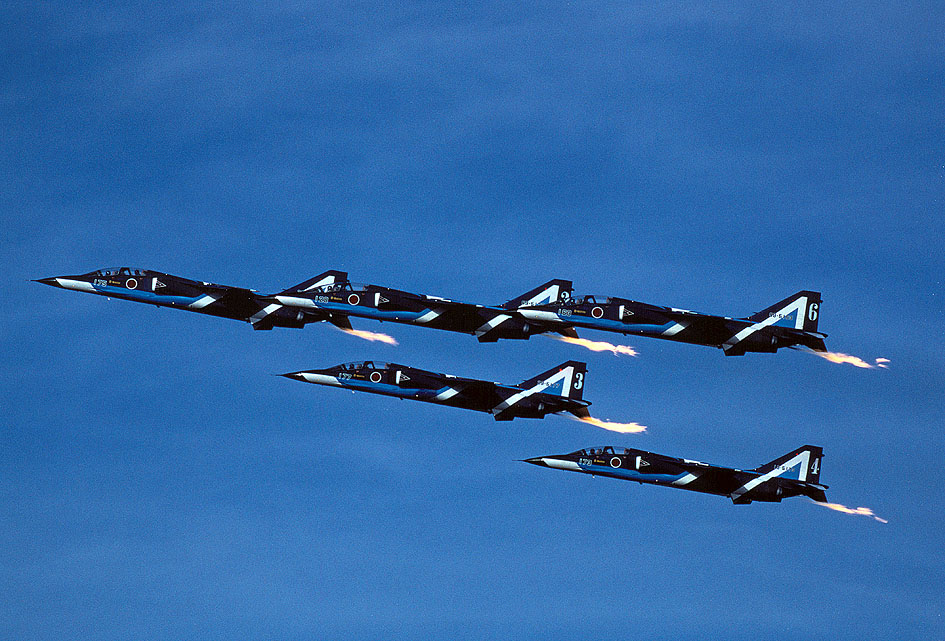
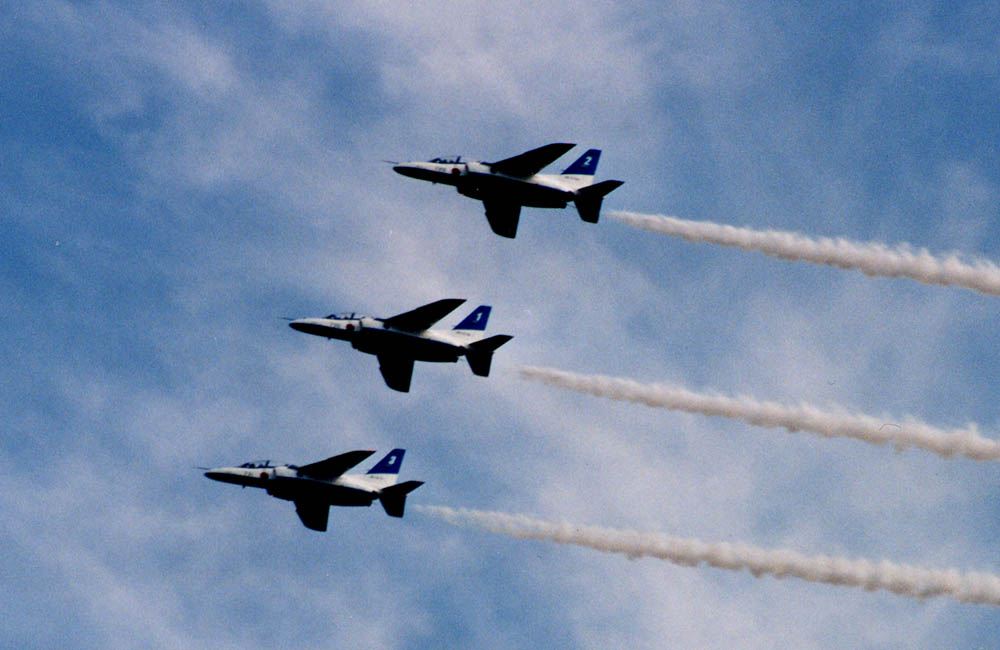